# Västra Skrävlinge kyrka
Västra Skrävlinge kyrka är en kyrkobyggnad i Västra Skrävlinge. Den är församlingskyrka i Fosie församling i Lunds stift. Kyrkan ligger i Ögårdsparken i området Almgården, intill Inre Ringvägen i Malmö.

## Kyrkobyggnaden
Kyrkan byggdes mellan 1862 och 1863 och ersatte då en medeltida kyrka, som antogs härstamma från 1200-talets början. Malmös stadsarkitekt William Klein ritade kyrkan. Tornets nedre del är kvar från denna medeltida kyrka, liksom delar av den västra muren. Den nuvarande kyrkans exteriör är vitkalkad med en portal i gult tegel. I närheten ligger en större kyrkogård, och ett stenkast mot söder ligger Malmö moské.

### Vandalisering
I augusti 2020 utsattes kyrkan för upprepad vandalisering sju dagar i rad då 30 av kyrkans fönsterrutor slogs sönder och stenar kastades in i byggnaden.

### Orgel
- 1750 byggdes en orgel av Henrik Rudolf Braune, Malmö med 6 stämmor.[4]
- 1863 byggde Sven Fogelberg, Lund en orgel med 13 stämmor.
- 1931 byggde A. Mårtenssons Orgelfabrik AB, Lund en orgel med 15 stämmor.
- Den nuvarande orgeln byggdes 1964 av A. Mårtenssons Orgelfabrik AB, Lund och är en mekanisk orgel. Den nya fasaden ritades av Roos-Thornberg, Malmö.

| Huvudverk I     | Bröstverk II      | Pedal        | Koppel |
| Principal 8'    | Trägedackt 8´     | Subbas 16´   | I/P    |
| Rörflöjt 8'     | Koppelflöjt 4'    | Principal 8´ | II/P   |
| Oktava 4'       | Principal 2'      | Nachthorn 4' | II/I   |
| Waldflöjt 2'    | Spetskvint 1 1/3' | Fagott 16'   |        |
| Mixtur 3-4 chor | Cymbel 2 chor     |              |        |
| Trumpet 8'      | Regal 8'          |              |        |
|                 | Tremulant         |              |        |
|                 | Crescendosvällare |              |        |

## Galleri

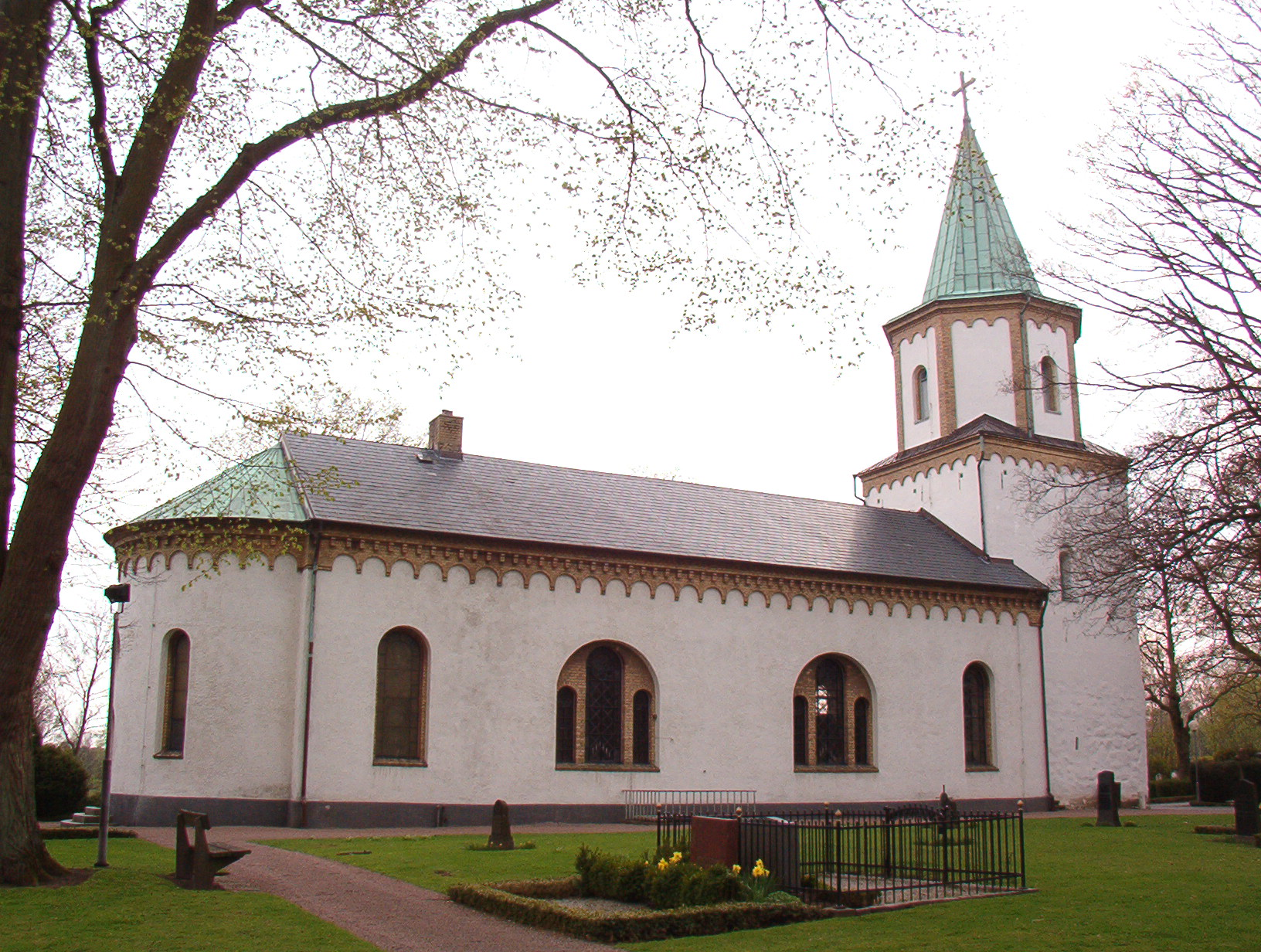
Vy från kyrkogården
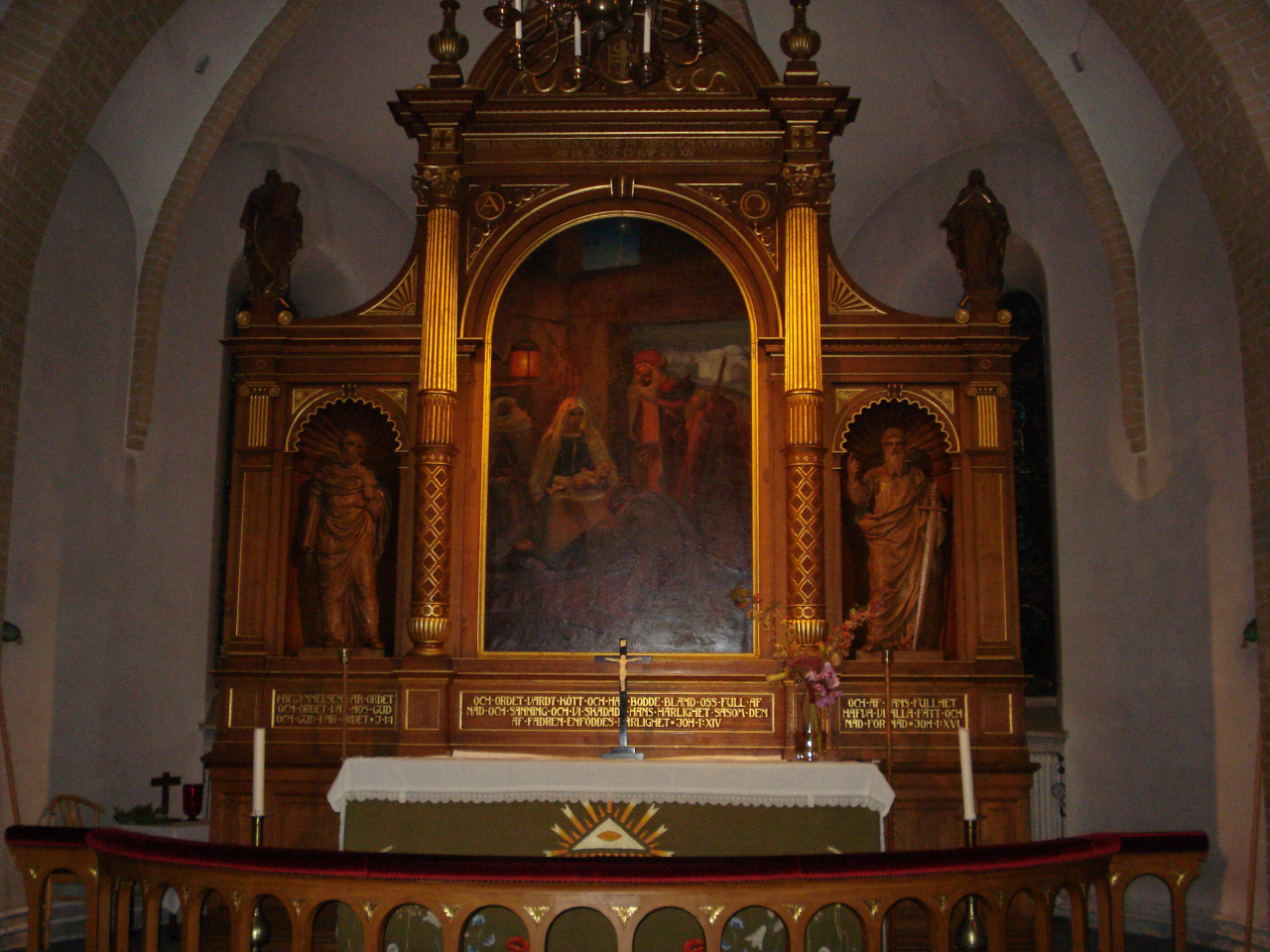
Altartavla
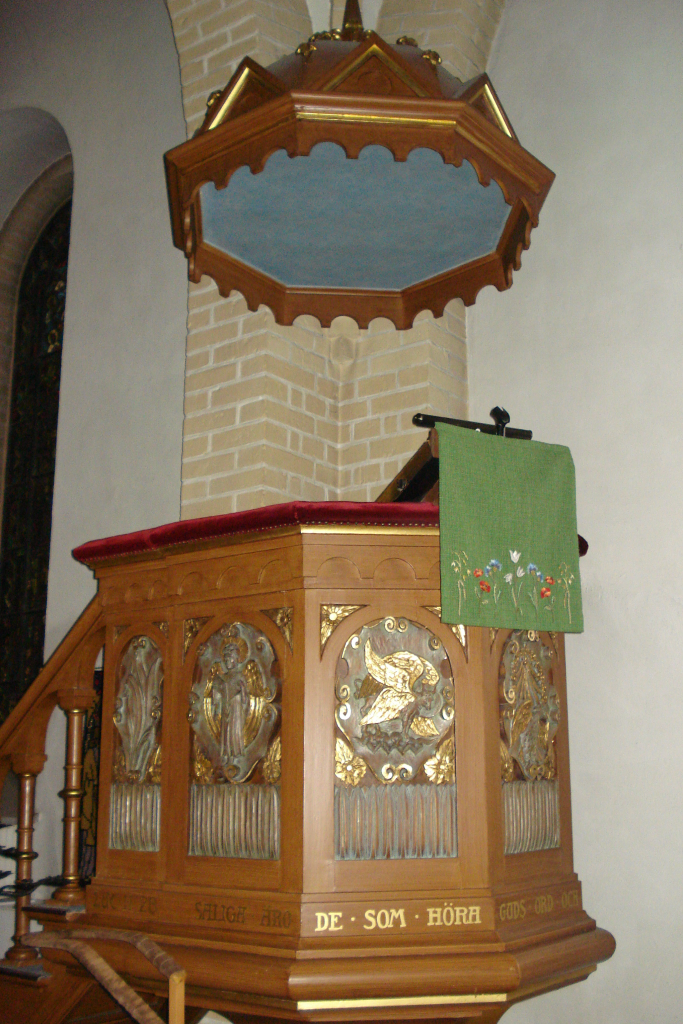
Predikstol
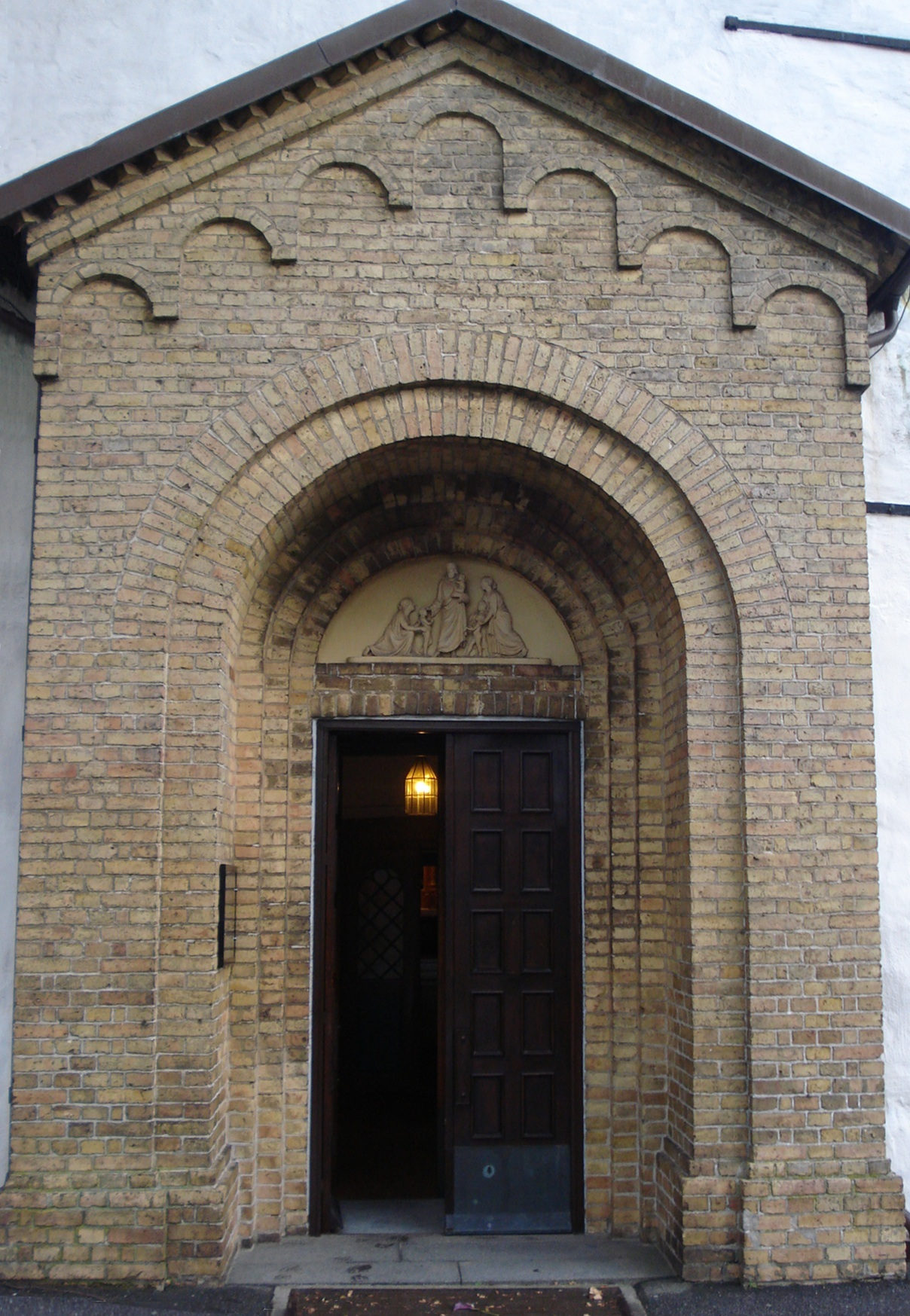
Kyrkport